# 長野県飯山高等学校
長野県飯山高等学校（ながのけん いいやまこうとうがっこう）は、長野県飯山市大字飯山にある公立高等学校。校舎は旧・長野県飯山北高等学校の校地にある。
スポーツ科学科（体育科）は長野県下唯一で、県外からも志願可能である。

## 沿革
- 2007年4月1日
  - 長野県飯山南高等学校と長野県飯山照丘高等学校が統合し、開校。暫定的に長野県飯山南高等学校の校舎（長野県飯山市大字静間1088）を使用。
- 2009年3月31日
  - 在学生の卒業により、長野県飯山南高等学校と長野県飯山照丘高等学校が閉校。一次統合を完了。
- 2014年4月1日
  - 長野県飯山北高等学校と統合。普通科・スポーツ科学科（旧・体育科）に加え、理数科を発展させた自然科学探究科・人文科学探究科（総称：探究科）を設置。
前年秋に完成した長野県飯山北高等学校の校地内の新校舎を使用開始。
- 2016年3月31日
  - 在学生の卒業により、長野県飯山北高等学校が閉校。旧・長野県飯山南高等学校の校舎使用を廃止。二次統合を完了。
- 2019年7月21日
  - 野球部が第101回全国高等学校野球選手権長野大会で優勝し、第101回全国高等学校野球選手権大会への初出場が決定した。
（春夏通じて初、結果は仙台育英学園高等学校〈宮城県〉に初戦敗退）[1]

## 統合の経過

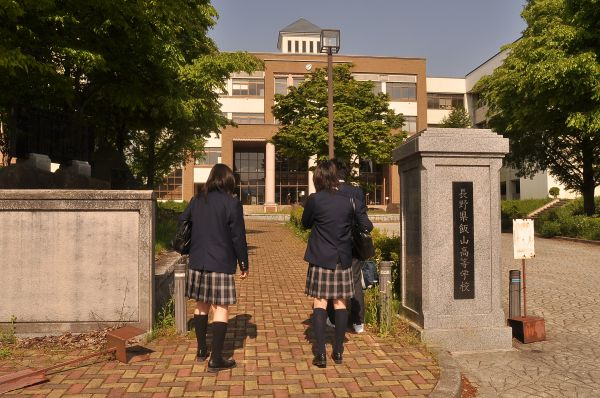
新緑の飯山高校への登校風景（一次統合時の校門）

- 2006年3月に、長野県高等学校改革プラン実施計画が出され、旧第1通学区はその方針に沿って二段階の統合が進められることとなった。
- 一次統合として、2007年度に長野県飯山南高等学校と長野県飯山照丘高等学校が統合され、新たに同校を開校した。
- 二次統合として、2014年度に同校と長野県飯山北高等学校が統合される。同年度の1年生から、普通科と探究科は飯山北高等学校の2・3年生とともに飯山北高等学校の校地にある新校舎（北キャンパス）に通学し、スポーツ科学科は飯山高等学校の2・3年生とともに従来の校舎（南キャンパス、旧・飯山南高等学校の校舎）に通学。
- 北キャンパスにスポーツ科学科棟（大体育館）が完成し、2016年4月から全員が旧・飯山北高等学校の校舎に通学している。
- 二次統合校　紹介ホームページ - ウェイバックマシン（2012年7月25日アーカイブ分）

## 教育目標
1. 学力に応じた細やかな指導を行い、基礎学力の定着を図る。
2. 多様な進路希望に対応し、個々の進路実現を図る。
3. 基本的な生活習慣の確立を図り、規範意識の育成。
4. クラブ活動や生徒会の充実と活性化。
5. 体育科においては各種専攻種目を充実させ、一層の発展を図る。
6. 地域、保護者と連携を図り、地域の期待に応える学校づくりを行う。

## 出身者

### 長野県飯山高等学校
- 久保田真知子 - スキージャンプ選手
- 山本涼太 - ノルディックスキー複合選手（2022年北京オリンピックノルディック複合団体銅メダリスト）

### 長野県飯山南高等学校
- 越路吹雪 - シャンソン歌手、女優、元宝塚歌劇団（飯山高女に在籍）
- 雪路かほ - 女優、元宝塚歌劇団
- 河野孝典 - ノルディックスキー複合選手（アルベールビル、リレハンメルオリンピック代表、ノルディック複合団体金メダリスト）
- 野田鉄平 - フリースタイルスキーモーグル選手（ソルトレークシティオリンピック代表）
- 山田大起 - ノルディックスキージャンプ選手（ソルトレークシティオリンピック代表）
- 駒村俊介 - ノルディックスキークロスカントリースキー選手（トリノオリンピック代表）
- 恩田祐一 - ノルディックスキークロスカントリースキー選手（トリノオリンピック代表）
- 成瀬野生 - ノルディックスキークロスカントリースキー選手（トリノオリンピック代表）
- 松井由貴美 - モデル
- 喜多那由夏 - ボートレーサー

## 最寄駅
- 東日本旅客鉄道飯山線 北飯山駅徒歩3分